# Trioza stroma
Trioza stroma är en insektsart som beskrevs av Caldwell 1944. Trioza stroma ingår i släktet Trioza och familjen spetsbladloppor. Inga underarter finns listade i Catalogue of Life.